# Qualificações para o Campeonato Europeu de Futebol de 2020 – Grupo D
O Grupo D das Qualificações para o Campeonato Europeu de Futebol de 2020 foi um dos dez grupos que decidiu os participantes do Campeonato Europeu de Futebol de 2020. As duas melhores seleções se classificaram.

## Classificação
|  | Equipes qualificadas para o Campeonato Europeu de Futebol de 2020 |
|  | Equipes classificadas para a repescagem                           |
|  | Equipes eliminadas                                                |

| Pos | Equipe    | Pts | J | V | E | D | GP | GC | SG  | Classificado                     |  | Suíça | Dinamarca | República da Irlanda | Geórgia | Gibraltar |
| --- | --------- | --- | - | - | - | - | -- | -- | --- | -------------------------------- |  | ----- | --------- | -------------------- | ------- | --------- |
| 1   | Suíça     | 17  | 8 | 5 | 2 | 1 | 19 | 6  | +13 | Qualificado para o Eurocopa 2020 |  | —     | 3–3       | 2–0                  | 1–0     | 4–0       |
| 2   | Dinamarca | 16  | 8 | 4 | 4 | 0 | 23 | 6  | +17 | Qualificado para o Eurocopa 2020 |  | 1–0   | —         | 1–1                  | 5–1     | 6–0       |
| 3   | Irlanda   | 13  | 8 | 3 | 4 | 1 | 7  | 5  | +2  | Avança para a repescagem         |  | 1–1   | 1–1       | —                    | 1–0     | 2–0       |
| 4   | Geórgia   | 8   | 8 | 2 | 2 | 4 | 7  | 11 | −4  | Avança para a repescagem         |  | 0–2   | 0–0       | 0–0                  | —       | 3–0       |
| 5   | Gibraltar | 0   | 8 | 0 | 0 | 8 | 3  | 31 | −28 | Eliminado                        |  | 1–6   | 0–6       | 0–1                  | 2–3     | —         |

## Partidas
As partidas foram divulgadas pela UEFA em 2 de dezembro de 2018. Para as partidas em março e novembro é utilizado o fuso horário UTC+1 e para o restante é seguido o fuso horário UTC+2.
| 23 de março de 2019 | Geórgia | 0 – 2     | Suíça                   | Estádio Boris Paichadze, Tbilisi          |
| 15:00               |         | Relatório | Zuber 56' · Zakaria 80' | Público: 49 207 Árbitro: ENG Craig Pawson |

| 23 de março de 2019 | Gibraltar | 0 – 1     | Irlanda      | Victoria Stadium, Gibraltar                       |
| 18:00               |           | Relatório | Hendrick 49' | Público: 2 000 Árbitro: GRE Anastasios Papapetrou |

| 26 de março de 2019 | Irlanda       | 1 – 0     | Geórgia | Aviva Stadium, Dublin                         |
| 20:45               | Hourihane 36' | Relatório |         | Público: 40 317 Árbitro: NED Serdar Gözübüyük |

| 26 de março de 2019 | Suíça                                | 3 – 3     | Dinamarca                                        | St. Jakob-Park, Basileia                   |
| 20:45               | Freuler 19' · Xhaka 66' · Embolo 76' | Relatório | M. Jørgensen 84' · Gytkjær 88' · Dalsgaard 90+3' | Público: 18 352 Árbitro: SVN Damir Skomina |

| 7 de junho de 2019 | Geórgia                                             | 3 – 0     | Gibraltar | Estádio Boris Paichadze, Tbilisi           |
| 18:00              | Gvilia 30' · Papunashvili 59' · Arveladze 76' (pen) | Relatório |           | Público: 18 631 Árbitro: FIN Antti Munukka |

| 7 de junho de 2019 | Dinamarca    | 1 – 1     | Irlanda   | Estádio Parken, Copenhaga                 |
| 20:45              | Højbjerg 76' | Relatório | Duffy 85' | Público: 34 610 Árbitro: TUR Cüneyt Çakır |

| 10 de junho de 2019 | Dinamarca                                                              | 5 – 1     | Geórgia         | Estádio Parken, Copenhaga                         |
| 20:45               | Dolberg 13', 63' · Eriksen 30' (pen) · Poulsen 73' · Braithwaite 90+3' | Relatório | Lobzhanidze 25' | Público: 15 387 Árbitro: AUT Robert Schörgenhofer |

| 10 de junho de 2019 | Irlanda                               | 2 – 0     | Gibraltar | Aviva Stadium, Dublin                      |
| 20:45               | J. Chipolina 29' (g.c.) · Brady 90+3' | Relatório |           | Público: 36 281 Árbitro: ROU Radu Petrescu |

| 5 de setembro de 2019 | Gibraltar | 0 – 6     | Dinamarca                                                               | Victoria Stadium, Gibraltar                 |
| 20:45                 |           | Relatório | Skov 6' · Eriksen 34' (pen), 50' (pen) · Delaney 69' · Gytkjær 73', 78' | Público: 2 076 Árbitro: BEL Jonathan Lardot |

| 5 de setembro de 2019 | Irlanda        | 1 – 1     | Suíça     | Aviva Stadium, Dublin                                |
| 20:45                 | McGoldrick 85' | Relatório | Schär 74' | Público: 44 111 Árbitro: ESP Carlos del Cerro Grande |

| 8 de setembro de 2019 | Geórgia | 0 – 0     | Dinamarca | Estádio Boris Paichadze, Tbilisi               |
| 18:00                 |         | Relatório |           | Público: 21 456 Árbitro: FRA François Letexier |

| 8 de setembro de 2019 | Suíça                                                        | 4 – 0     | Gibraltar | Stade Tourbillon, Sião                 |
| 18:00                 | Zakaria 37' · Mehmedi 43' · Rodríguez 45+4' · Gavranović 87' | Relatório |           | Público: 8 318 Árbitro: CZE Pavel Orel |

| 12 de outubro de 2019 | Geórgia | 0 – 0     | Irlanda | Estádio Boris Paichadze, Tbilisi         |
| 15:00                 |         | Relatório |         | Público: 24 385 Árbitro: ITA Marco Guida |

| 12 de outubro de 2019 | Dinamarca   | 1 – 0     | Suíça | Estádio Parken, Copenhaga                     |
| 18:00                 | Poulsen 85' | Relatório |       | Público: 35 964 Árbitro: BLR Aleksei Kulbakov |

| 15 de outubro de 2019 | Gibraltar                       | 2 – 3     | Geórgia                                        | Victoria Stadium, Gibraltar              |
| 20:45                 | Casciaro 66' · R. Chipolina 74' | Relatório | Kharaishvili 10' · Kankava 21' · Kvilitaia 84' | Público: 1 455 Árbitro: ITA Paolo Valeri |

| 15 de outubro de 2019 | Suíça                              | 2 – 0     | Irlanda | Estádio de Genebra, Genebra                   |
| 20:45                 | Seferović 16' · Duffy 90+3' (g.c.) | Relatório |         | Público: 24 766 Árbitro: POL Szymon Marciniak |

| 15 de novembro de 2019 | Dinamarca                                                          | 6 – 0     | Gibraltar | Estádio Parken, Copenhaga               |
| 20:45                  | Skov 12', 64' · Gytkjær 47' · Braithwaite 51' · Eriksen 85', 90+3' | Relatório |           | Público: 24 033 Árbitro: HUN István Vad |

| 15 de novembro de 2019 | Suíça     | 1 – 0     | Geórgia | Kybunpark, São Galo                         |
| 20:45                  | Itten 77' | Relatório |         | Público: 16 400 Árbitro: NED Danny Makkelie |

| 18 de novembro de 2019 | Gibraltar  | 1 – 6     | Suíça                                                                | Victoria Stadium, Gibraltar               |
| 20:45                  | Styche 74' | Relatório | Itten 10', 84' · Vargas 50' · Fassnacht 57' · Benito 75' · Xhaka 86' | Público: 2 079 Árbitro: FRA Benoît Millot |

| 18 de novembro de 2019 | Irlanda     | 1 – 1     | Dinamarca       | Aviva Stadium, Dublin                    |
| 20:45                  | Doherty 85' | Relatório | Braithwaite 73' | Público: 50 000 Árbitro: GER Felix Brych |